# Harasupia marginata
Harasupia marginata är en insektsart som beskrevs av Carl Stål 1864. Harasupia marginata ingår i släktet Harasupia och familjen dvärgstritar. Inga underarter finns listade i Catalogue of Life.